# Arnots miertapuit
Arnots miertapuit (Myrmecocichla arnotti) is een zangvogel uit de familie Muscicapidae (Vliegenvangers).

## Kenmerken
De vogel is 16 tot 18 cm lang. Het is een tapuitachtige vogel, het mannetje is geheel zwart, met een sneeuwwit gekleurde kruin en een grote witte vlek op de vleugel. De poten en de snavel zijn zwart. Het vrouwtje is ook zwart, zonder witte kruin en een vuilwitte kin en bovenborst met kleine zwarte stipjes.

## Taxonomie
De vogel werd in 1869 door Henry Baker Tristram beschreven. Hij noemde de vogel naar de heer Arnott. Veel later bleek dat hij een spelfout maakte en eigenlijk de heer David Arnot bedoelde, een Zuid-Afrikaanse plant- en vogelkundige. Daarom zou de wetenschappelijke naam armoti moeten luiden. De regels van de International Commission on Zoological Nomenclature staan deze wijziging niet toe. De Nederlandse naam is (naar Engels voorbeeld) daarom wel veranderd.

## Verspreiding en leefgebied
Deze soort telt 2 ondersoorten:
- M. a. arnotti: Congo-Kinshasa, Rwanda en Burundi tot Zambia, centraal Mozambique en noordoostelijk Zuid-Afrika.
- M. a. harterti: Angola.

Het leefgebied bestaat uit half open half bebost gebied met niet te veel ondergroei, meestal in laagland onder de 1500 m boven zeeniveau, maar in Tanzania, Angola en Congo ook wel hoger in bergland.

## Status
Arnots miertapuit heeft een groot verspreidingsgebied en daardoor is de kans op de status  kwetsbaar (voor uitsterven) gering. De grootte van de wereldpopulatie is niet gekwantificeerd. Er wordt gevreesd voor achteruitgang in de kwaliteit van de leefgebieden door intensivering van de landbouw en het gebruik van landbouwgif. Echter, het tempo van achteruitgang ligt onder de 30% in tien jaar (minder dan 3,5% per jaar). Om deze redenen staat de vogel als niet bedreigd op de Rode Lijst van de IUCN.